# Vikingabalk
Vikingabalk är det tredje albumet av det svenska vikingarockbandet Ultima Thule. I åtta veckor, 28 juli-27 oktober 1993, befann sig albumet på Sverigetopplistan. Topplaceringen blev 6:e plats under en vecka.

## Låtförteckning
Alla låtar har skrivits av Jan Thörnblom, såvida inget annat anges.
| Nr  | Titel                           | Kompositör             | Längd |
| --- | ------------------------------- | ---------------------- | ----- |
| 1.  | Stolt svensk                    |                        | 3:17  |
| 2.  | Vargsång                        |                        | 3:06  |
| 3.  | Sång i Danziger gatt            | Evert Taube            | 3:34  |
| 4.  | Balders drömmar                 |                        | 3:26  |
| 5.  | Vikingabalk                     |                        | 3:52  |
| 6.  | Bäring nord                     |                        | 3:58  |
| 7.  | Vinklingar och svek             |                        | 3:36  |
| 8.  | Runaway                         | Del Shannon, Max Crook | 2:37  |
| 9.  | Balladen till Sverige           |                        | 3:08  |
| 10. | Uti vår hage                    | trad                   | 2:41  |
| 11. | Då svallar vårt vikingablod     | Thore Skogman          | 3:20  |
| 12. | Rebellen                        |                        | 3:13  |
| 13. | When Johnny Comes Marching Home | Louis Lambert          | 3:10  |

## Listplaceringar
| Lista (1993-1994) | Topplacering |
| ----------------- | ------------ |
| Sverige           | 2            |

### Fotnoter
1. ↑  ”Vikingabalk”. Swedishcharts. 23 mars 1993. http://swedishcharts.com/showitem.asp?interpret=Ultima+Thule&titel=Vikingabalk&cat=a. Läst 26 februari 2017.